# Bryomima olivaria
Bryomima olivaria är en fjärilsart som beskrevs av George Francis Hampson 1918. Bryomima olivaria ingår i släktet Bryomima och familjen nattflyn. Inga underarter finns listade i Catalogue of Life.